# Lovsko Brdo
Lovsko Brdo – wieś w Słowenii, w gminie Gorenja vas-Poljane. W 2018 roku liczyła 31 mieszkańców.